# 沃涅赖 (旧市镇)
沃涅赖（法語：Vaugneray，法語發音：[voɲʁɛ]）是法国罗讷省的一个旧市镇，属于索恩河畔自由城区。2015年，沃涅赖与市镇圣洛朗德沃合并为新的沃涅赖，新市镇属于里昂区。

## 地理
沃涅赖（45°44'16"N, 4°39'23"E）面积22.38 平方千米，位于法国奥弗涅-罗讷-阿尔卑斯大区罗讷省，该省份为法国中东部省份，北起顺时针与索恩-卢瓦尔省、安省、里昂大都会、伊泽尔省和卢瓦尔省接壤。
与沃涅赖接壤的市镇（或旧市镇、城区）包括：波利奥奈、布兰达、库尔济约、格雷济约拉瓦雷讷、梅西米、圣洛朗德沃。

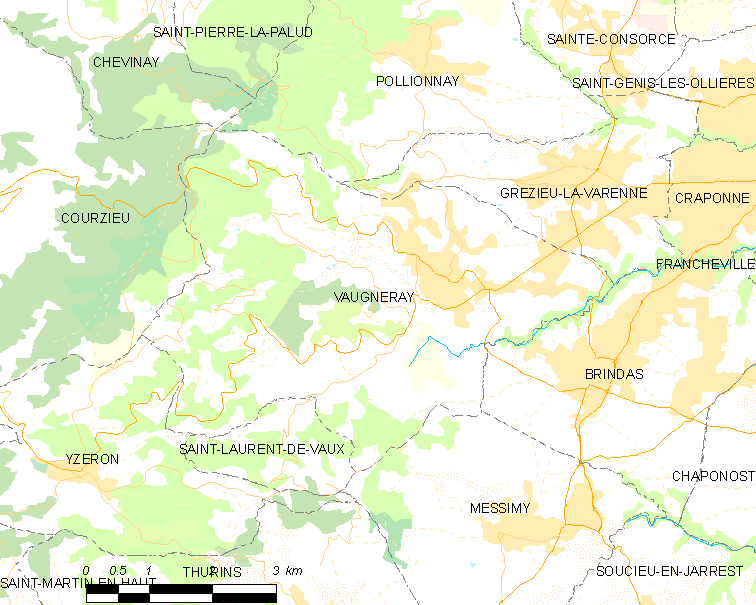
的OSM定位图

沃涅赖的时区为UTC+01:00、UTC+02:00（夏令时）。

## 行政
沃涅赖的邮政编码为69670，INSEE市镇编码为69255。

## 政治
沃涅赖所属的省级选区为沃涅赖县。

## 人口

1962-2008年间人口变化图示

沃涅赖于2018年1月1日时的人口数量为5623人。